# Umschulungslager Sandhof
Das sogenannte Umschulungslager Sandhof befand sich zur NS-Zeit von 1939 bis 1943 im Gutshof Sandhof in Windhag bei Waidhofen an der Ybbs. Ursprünglich proklamiert, um jüdische Auswanderer aus Wien auf ihr Leben in ihrem Zielland vorzubereiten, glich es mehr einem Arbeitslager, in dem KZ-ähnliche Zustände herrschten. Diese zeigten sich vor allem in Misshandlungen und Unterernährung und dadurch, dass die – teils freiwillig gekommenen – jüdischen Arbeiter in völliger Rechtsunsicherheit lebten. Ein ähnliches Lager befand sich in Doppl bei Altenfelden. Namentlich konnten am Sandhof 226 Lagerinsassen nachgewiesen werden; deren Anzahl war vermutlich höher, denn es konnten bisher lediglich für 27 der 44 Monate, die das Lager bestanden hatte, Unterlagen gefunden werden. Der jüdische „Partieführer“ Rudolf Flussmann, der drei Jahre am Sandhof verbrachte, zählte während seiner Zeit 421 Juden.

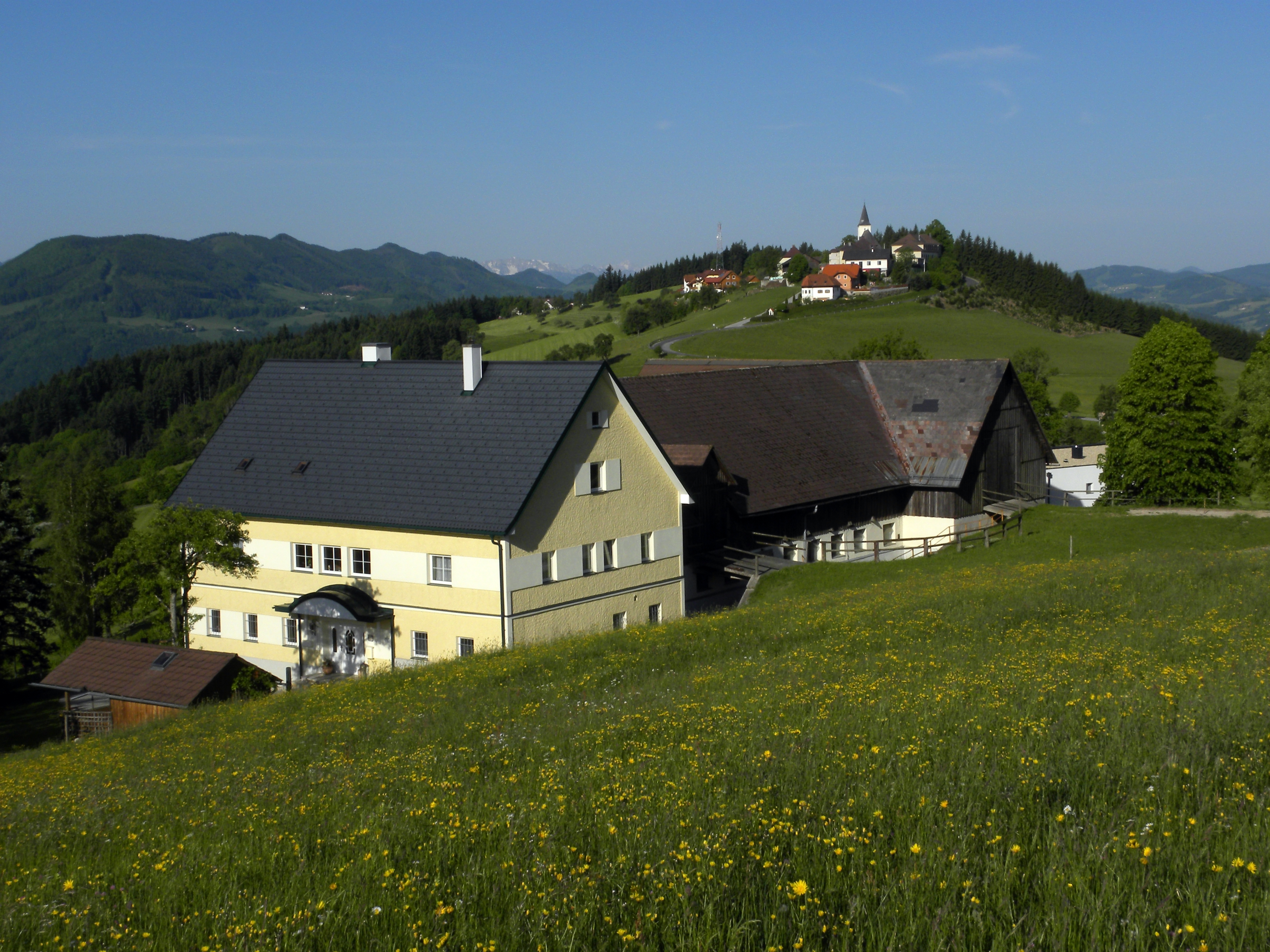
Der Sandhof bei Windhag im Jahr 2012

## Vorgeschichte

### Hachschara in Österreich
1917 wurde die zionistisch orientierte, weltweite Dachorganisation Hechaluz gegründet, deren Ziel es war, Juden aus den Ländern der Diaspora in Palästina anzusiedeln. Wegen der durch Berufsverbote entstandenen „typisch jüdischen Berufsstruktur“ sollten sie sich mit handwerklichen, vorwiegend landwirtschaftlichen Tätigkeiten vertraut machen und ideologisch geschult werden. So entstand die Hachschara als Vorbereitung für die Alija, die Besiedlung Palästinas. Das Arbeiterzertifikat der Hachschara war Bedingung für die Einreise und die Aufnahme in ein Kibbuz. Im Altreich hatte die Hechaluz bereits 1934 rund 15.000 Mitglieder, 3500 Menschen waren zu diesem Zeitpunkt in Ausbildung. In Österreich hatte die Organisation zunächst kaum eine Bedeutung. Ein Teil der jüdischen Bevölkerung war assimiliert, ein Teil glaubte daran, sich auch hier genügend Rechte erkämpfen zu können. Nur wenige, vorwiegend über die Jugend-Alija organisierte Jugendliche und junge Erwachsene machten bei jüdischen Gutsbesitzern eine landwirtschaftliche Ausbildung in Form bezahlter Saisonarbeit.

### Vom Austrofaschismus zum Anschluss
Nach bereits im austrofaschistischen Ständestaat vorangegangenen Denunziationen und Berufsverboten gegenüber der jüdischen Bevölkerung verloren die meisten der 170 000 in Wien lebenden Juden im März 1938 mit dem „Anschluss Österreichs“ an das Deutsche Reich ihren Arbeitsplatz. Die im Altreich während fünf Jahren nach und nach eingeführten Nürnberger Gesetze und die Reichsfluchtsteuer galten in Österreich quasi über Nacht. Die Selbstmordrate unter der jüdischen Bevölkerung stieg von fünf bzw. vier im Jänner und Februar auf 79 im März und 62 im April 1938. Der im Rahmen der Aktion Gildemeester gegründete Auswanderungsfonds Wien wurde in die Zentralstelle für jüdische Auswanderung in Wien eingegliedert. Um die Flucht ohne Vermögensabgabe zu verhindern, wurden die Grenzdienststellen angewiesen, österreichische Juden ohne Ausreisegenehmigungsvermerk festzunehmen.
Ab 1. April 1938 wurden die ersten, zum Teil bereits ab dem 11. März verhafteten österreichischen Juden in kleineren Aktionen und im Juni in der groß angelegten Aktion „Arbeitsscheu Reich“ in das KZ Dachau eingeliefert. Dies betraf insgesamt rund 1800 vorwiegend wegen ihres offenen Auftretens gegen den Nationalsozialismus als „asozial und kriminell“ eingestufte Juden, wie etwa Jura Soyfer, der als Kommunist und Jude gegen den Nationalsozialismus eintrat.

### Flucht
Direkt nach dem Anschluss ergriffen nur wenige Juden, vorwiegend Intellektuelle wie Künstler und Wissenschaftler oder zionistisch geprägte Juden, die Flucht. Um möglichst viele Juden zur Auswanderung zu bringen, übernahm die SS unter Adolf Eichmann ab Mai 1938 die Kontrolle über die Israelitische Kultusgemeinde (IKG), deren Angestellte nun den Weisungen von SS und SD unterstanden und den Kontakt mit den deutschen jüdischen Organisationen auf den notwendigsten, schriftlichen Verkehr beschränken mussten. Zugleich richtete die SS die Zentralstelle für jüdische Auswanderung in Wien ein, die sich die Aufgabe der Vertreibung der Juden mit dem SD teilte. Unter dem zunehmenden Druck zur Auswanderung und der plötzlichen Verarmung trat bis Mitte Mai 1939 etwa die Hälfte der insgesamt rund 200 000 österreichischen Juden die Flucht über die Grenze an. Bis zur Schließung der Grenzen im November 1941 stieg die Anzahl der jüdische Flüchtlinge auf etwa 128 500 an. 15 000 von ihnen wurden später in ihren Exilländern vom nationalsozialistischen Regime eingeholt und von dort in Konzentrations- und Vernichtungslager deportiert. Unter den (sicheren) Zielländern waren u. a. Großbritannien, Mexiko, Schweden und die USA. Die Schweiz, die anfangs die Flüchtlinge bereitwillig aufnahm, sah sich ab dem Tausch visumpflichtiger, österreichischer gegen deutsche Reisepässe dem Flüchtlingsstrom nicht mehr gewachsen und wollte die Visumpflicht auf alle Deutschen ausdehnen. Am 4. Oktober 1938 einigten sich die Vertreter beider Länder auf die Kennzeichnung jüdischer Reisepässe mit dem Buchstaben „P“. In der Folge wurden mehr als 9000 österreichische Juden auf der Flucht an der Schweizer Grenze abgewiesen. Erst ab Juli 1944 war die Schweiz bereit, Juden als politische Flüchtlinge anzuerkennen.

### Novemberpogrome und deren Folgen in Wien
Im Zuge der Novemberpogrome 1938 wurden allein in Wien 27 Juden ermordet und 80 durch Misshandlungen schwer verletzt. Rund 6000 Juden wurden festgenommen, davon wurden 3760 ins KZ Dachau gebracht. 1950 jüdische Wohnungen wurden beschlagnahmt. Bis auf den Stadttempel wurden sämtliche Bethäuser und Synagogen in Wien niedergebrannt. 4038 Geschäfte von Juden mussten zusperren. Die restlichen jüdischen Betriebe in Wien wurden bis 3. Dezember zwangsweise geschlossen. Ebenso wurden bereits seit dem „Anschluss“ jüdische Vereine und Fürsorgeeinrichtungen der Reihe nach geschlossen und enteignet.
Schließlich klagte die Fürsorge in Wien darüber, dass die in die Armut getriebene, jüdische Bevölkerung zur Belastung für sie wurde. Um sie zu entlasten, schmiedeten die Stadtverwaltung, der Reichskommissar für die Wiedervereinigung Österreichs mit dem Deutschen Reich, Josef Bürckel, die Vermögensverkehrsstelle und die NSDAP in der zweiten Hälfte des Jahres 1938 Pläne, wonach sie für Juden von der übrigen Bevölkerung separierte „Kolonnenarbeit“ finden wollten. Die Stadt Wien sah auch ihren Wohnungsmarkt durch die Unterbringung der „Kolonnen“ in Barackenlagern entlastet. Noch im selben Jahr wurde das erste Versuchslager in Gänserndorf unter der Bezeichnung „Auswanderer-Umschulungslager“ eingerichtet, das jedoch bereits ein reines Arbeitslager war. Aufgrund ihrer von Schikanen und Brutalität geprägten, „effizienten“ Arbeitsweise der Eichmann unterstellten Zentralstelle nahm Reinhard Heydrich dieses „Wiener Modell“ in sein umfassendes Konzept für eine „fundamentale Neuorientierung der Judenverfolgung“ auf.

### Von der Hachschara zur Zwangsarbeit
Seit dem Anschluss im März 1938 wurden unter dem zunehmenden Druck zur Auswanderung sowie der plötzlichen Verarmung auch in Österreich Hachschara-Lager der zionistischen Organisationen und der jüdischen Gemeinde in größerem Rahmen, als landwirtschaftliche Lager und städtische Lehrwerkstätten (Haasgasse 10 und Rotensterngasse 12) eingerichtet. Die landwirtschaftlichen Lager befanden sich u. a. in den niederösterreichischen Orten Absdorf, Eichgraben, Fischamend, Kottingbrunn, Moosbrunn, Otterthal, Walpersdorf und St. Andrä-Wördern. Bei den Lokalitäten für die städtischen Ausbildungsstätten und den landwirtschaftlichen Gütern handelte es sich jeweils um „arisierten“ Besitz, der von den jüdischen Organisationen gemietet werden musste. Der ideologische Teil der Ausbildung musste angesichts der Dringlichkeit der Fluchthilfe gänzlich in den Hintergrund treten, die Ausbildung wurde von zwei Jahren auf wenige Wochen verkürzt. Der durch die Verarmung steigenden Bereitschaft auszuwandern, stand eine Welt gegenüber, die nicht daran interessiert war, Massen von mittellosen Flüchtlingen aufzunehmen. Die Vergabe der Flüchtlingszertifikate für Palästina war in der Hand des Palästinaamtes, welches den Anweisungen der Jewish Agency unterstand. Dieses wiederum befand sich unter Kontrolle der britischen Mandatsregierung, für die vor allem Vermögen und gute Ausbildung entscheidend waren. Das Palästinaamt im Altreich misstraute der Eignung der österreichischen Antragsteller ohne zionistische Vorbildung und sah die teilweise schon jahrelang angemeldeten deutschen Juden eher berechtigt; so wurden die Flüchtlingszertifikate zum ständigen Streitthema zwischen der Wiener und der Berliner Organisation. Neben der Hechaluz wurde Mitte 1939 die Mossad le Alija Bet gegründet, die illegale, sehr riskante Transporte nach Palästina organisierte, an welchen viele österreichische Juden teilnahmen. Die Bedingungen für die Aufnahme in einen illegalen Transport waren dieselben wie für das Flüchtlingszertifikat.
Eichmann stockte sein Personal für die Wiener Zentralstelle im Frühherbst 1938 auf, die Posten wurden an „verdiente Parteigenossen“ vergeben. Unter ihnen befanden sich auch die später am Sandhof in leitenden Funktionen eingesetzten SS-Männer, die neben ihrem Einsatz am Sandhof in ganz Europa an der Aushebung und Deportation von Juden mitwirkten. Sie erkannten, dass sich Umschulungslager gut in das System von Ausbeutung und Verfolgung der Juden integrieren ließen.
Die niederösterreichischen Hachschara-Lager wurden nun immer mehr vom organisierten Zwangsarbeitereinsatz beeinflusst, indem sie von den dafür extra geschaffenen Juden-Arbeitsämtern Arbeiten zugewiesen bekamen. Häufig wurden die Arbeitsgruppen von „christlichen“ Vorarbeitern beaufsichtigt und beim Straßen- oder Kraftwerksbau beschäftigt. Die Zentralstelle für jüdische Auswanderung in Wien ging ab Herbst 1938 zur Praxis über, Juden ohne Versicherung und abseits der für Zwangsarbeiter geltenden Tarife zu beschäftigen, was die Gestaltung ihrer Lebens- und Arbeitsbedingungen noch mehr einschränkte. Ständige Proteste örtlicher Bauernführer, wonach die in den Hachschara-Lagern untergebrachten Juden ein provozierendes Auftreten hätten, sollen der Grund dafür gewesen sein, dass Eichmann ab Anfang 1939 plante, zwei eigene, dem SD unterstellte Güter in Niederdonau für landwirtschaftliche Umschulungen zu erwerben und dort 1000 bis 2000 Juden unterzubringen.

## Gemeinsamkeiten der Lager Doppl und Sandhof
Mitte 1939 erwarb der Auswanderungsfonds Wien das Gut Sandhof bei Waidhofen an der Ybbs und eine Pappefabrik in Doppl bei Altenfelden. In beiden Fällen handelt es sich um keine Arisierungen, was jedoch nicht für das Geld gilt, mit dem bezahlt wurde. Beide trugen den Titel „Umschulungslager“ und die Insassen wurden großteils aus den Bewerbern für die Umschulungskurse der Jugend-Alijah entzogen, jedoch unterstanden sie dem SD und der SS. Mit den ebenso bezeichneten Einrichtungen der jüdischen Organisationen hatten sie nichts gemeinsam und tauchen auch nicht in den Listen der IKG auf; stattdessen finden sie sich in den Listen der Arbeitsdienstlager. Während jedoch jüdische Zwangsarbeiter außerhalb der Konzentrationslager zumindest schlecht entlohnt wurden, hatten die Insassen von Sandhof und Doppl keinerlei Rechte. Von den geringen Rationen an Lebensmitteln, die den Zwangsarbeitern aufgrund der eigens für Juden bestimmten Lebensmittelkarten zustanden, behielten die SS-Männer noch einen Teil für sich ein. Laut Zeitzeugen wurde den Insassen an Bargeld nur gelegentlich ein geringfügiges „Taschengeld“ ausbezahlt. Dieses wurde aus Zuschüssen der IKG finanziert.
Im Sommer 1939 wurde Anton Brunner (auch „Brunner II“ genannt) in die Zentralstelle für jüdische Auswanderung in Wien übernommen und hatte dort bis Ende 1940 die Aufsicht über die „jüdische Berufsumschichtung“. Die NS-Machthaber gaben allerdings ihre ursprünglichen Pläne, die Juden nach Palästina oder Madagaskar abzuschieben, spätestens im September 1939 auf. Es gibt verschiedene Vermutungen über den hintergründigen Zweck der beiden Lager, unter anderem werden sie im Zusammenhang mit dem Nisko-Plan gesehen (siehe auch den Abschnitt Motive).

## Kauf und Neuaufbau des Gutes Sandhof
Am 20. Juni 1939 wurde der Bauernhof mit dem 43,83 ha großen Grundstück in Windhag vom Auswanderungsfonds Wien und der von Adolf Eichmann geschaffenen Zentralstelle für jüdische Auswanderung in Wien um einem Kaufpreis von 48.000 RM erworben. Die im Laufe der Zeit am Sandhof eingesetzten SS-Männer entstammten alle aus Eichmanns Stab und waren neben der Vertreibung österreichischer Juden auch an Deportationen aus Griechenland, Frankreich, Ungarn und der Slowakei beteiligt. Einer der engsten Mitarbeiter Eichmanns, Alois Brunner (Brunner I), inspizierte das Lager mehrmals während seines Bestehens.
Gemeinsam mit Professionisten der Baufirma Schrey mussten die Juden zunächst den als heruntergekommen bezeichneten Bauernhof neu aufbauen. Um in einem Gasthaus den Vertrag mit der Baufirma zu unterschreiben, soll Eichmann persönlich nach Waidhofen an der Ybbs gekommen sein. Die Juden, die den noch heute existierenden Bauernhof errichteten, waren während der Bauarbeiten in einem Holzschuppen des Sandhofs untergebracht, der später durch eine ebenfalls von ihnen errichtete Baracke auf der Wiese hinter dem Haus ersetzt wurde (beide existieren heute nicht mehr). Um das Lager gab es keine Absperrungen, es konnte jeder über das Grundstück gehen, über das ein Fußweg auf den Schoberberg und Richtung St. Ägidi verläuft.
Der Viehbestand auf Gut Sandhof beschränkte sich auf einige Kühe, zwei Pferde sowie Gänse und Hühner. Hinzu kamen 24 aus der Zucht des Insassen Alexander Klarfeld stammende Rassehasen, die dieser auf Anordnung des Lagerführers Walcher unentgeltlich auf den Sandhof transportieren und übergeben musste. Das Landesgericht stellte nach dem Krieg fest, dass der Bergbauernhof allein von einer anspruchslosen Familie ohne fremde Arbeitskräfte zu bewirtschaften sei.

## Wirtschaftsführer Anton Ebenberger
Der aus Lilienfeld stammende Bauer Anton Ebenberger wurde ab 19. Juli 1939 als Wirtschaftsführer angestellt und zog mit seiner Frau und drei Kindern in den Sandhof. Seine Aufgabe sollte neben dem Führen des bäuerlichen Betriebes das Vermitteln landwirtschaftlicher Fähigkeiten sein. Als Dienstgeber ist der „Auswanderungfonds Wien Sandhof“ angegeben. Ebenberger wurde später von Zeitzeugen als humaner Mensch beschrieben, der sich nicht an den Misshandlungen der Juden durch die SS beteiligte und die Insassen als seine Schüler bezeichnete.
Ebenbergers Anstellung gilt als Indiz dafür, dass anfänglich tatsächlich eine Umschulung geplant war; man brauchte ihn allerdings auch zum Erwerb des Gutes, da die Gewähr für die Einhaltung der widmungsgerechten Nutzung als Bauernhof nur gegeben war, indem ihm (einem Bauern) ein späteres Vorkaufsrecht eingeräumt wurde. Die Standeslisten, die anfangs Ebenberger führte, wurden ab Mai 1940 ausschließlich von SS-Männern unterzeichnet – das gilt als Hinweis für Verschärfungen im Lager. Im Juni 1940 fanden die ersten Transporte nach Nisko statt, zu dieser Zeit erreichte der Sandhof seinen ersten Höchststand von 76 Insassen. Ebenberger und seine Familie mussten das Lager am 10. Juni 1941 wegen nicht näher bezeichneter Unstimmigkeiten mit dem Lagerführer Robert Walcher, SS-Untersturmführer Alois Brunner von der Wiener Zentralstelle und SS-Hauptsturmführer Gutwasser vom RSHA verlassen. Die Familie übernahmen eine Landwirtschaft in Gresten. Die Trennung von Ebenberger wird auch dahingehend interpretiert, dass bereits zu diesem Zeitpunkt niemand mehr an eine Umschulung dachte. Der Hechaluz löste aufgrund der einsetzenden Deportationen seine Hachschara-Lager Ende Oktober 1939 auf; ein Großteil der Teilnehmer schloss sich dem illegalen Kladovo-Transport an. Ab Oktober 1941 wurde die Auswanderung für Juden grundsätzlich verboten, zugleich nahm die Zahl der Deportationen zu.

## Insassen
Ab 12. August 1939 scheinen die ersten zehn männlichen Lagerinsassen auf, bis 21. September waren es 25. Entgegen der späteren Praxis, durchwegs aus Wien stammende Juden einzuweisen, waren diese bis auf wenige Ausnahmen polnischer Abstammung (möglicherweise bezog sich das aber nur auf ihren Geburts- und nicht auf den letzten Wohnort.). Da für die Zeit von September 1939 bis März 1940 bislang keine Unterlagen gefunden wurden, können für diesen Zeitraum keine näheren Angaben zu weiteren Insassen gemacht werden. In der Zeit vom 28. April 1940 bis 6. Mai 1942 stammten alle 201 neu eingewiesenen Juden aus Wien und, wie zuvor, waren alle männlich. Der Höchststand von 76 Insassen wurde im Juni und im August 1940 erreicht. Von den insgesamt 226 nachgewiesenen jüdischen Männern war fast ein Drittel (74) unter 20 Jahre alt; nur vier waren 60 oder älter. Am 25. März 1943 gibt es den letzten, indirekten Hinweis auf den Bestand des Lagers, als zwei der Insassen in Waidhofen an der Ybbs verhaftet und in ein Sammellager überstellt wurden, weil sie die seit September 1941 geltende Kennzeichnungspflicht missachteten. Auch Zeitzeuge Strummer bestätigt einen Fortbestand des Lagers bis 1943.
Grundsätzlich durften Insassen das Lager für einige Tage Urlaub verlassen, wofür es eigene Formulare gab. Wer jedoch Lagerführer Robert Walcher nicht zu Gesicht stand, bekam den Vermerk „Polen“ auf seinen Urlaubsschein, der eine Deportation nach sich zog. Entlassungen wurden vom Leiter der Zentralstelle, Alois Brunner, angeordnet. Anfangs meist wegen der bevorstehenden Ausreise, später zwecks Deportation. War es nicht ohnehin so vorgesehen, setzte auch hier Walcher mitunter seinen Polen-Vermerk dazu. Wer unter den gegebenen Bedingungen gut arbeiten konnte, war im Lager zunächst halbwegs sicher. Angaben von Rudolf Flussmann zufolge soll Walcher gemeint haben, dass solche Leute (die nicht so geschickt waren) kein Lebensrecht hätten.
Den Auftrag, „freiwillige“ jüdische Wiener zu nennen, erhielten der Leiter der Wiener Jugend-Alja, Aron Menczer, und die Israelitische Kultusgemeinde, die anfangs an richtige Umschulungslager glaubten. Der Leiter der Zentralstelle, Alois Brunner, traf daraus die endgültige Auswahl. Nachdem den jüdischen Funktionären die Zustände in den Lagern Doppl und Sandhof bekannt wurden, verweigerten sie ihre Mithilfe bei der Auswahl. Brunner traf sie anschließend persönlich.

## Arbeitsbedingungen
Die Arbeitszeit dauerte bei jedem Wetter und unabhängig vom Gesundheitszustand der jüdischen Arbeitskräfte von 7 bis 19, im Winter bis 18 Uhr, mit einer Stunde Mittagspause. Unter Lagerführer Robert Walcher mussten sie bereits um 3 Uhr aufstehen und mit der schweren Landarbeit beginnen. Manche Insassen hatten gar keine Winterbekleidung. Fallweise kam es dazu, dass Insassen Arbeiten für den Sandhof in Betrieben außerhalb erledigen sollten, so wurde Jaques Schafranek in das Sägewerk Schnötzinger geschickt, um Holz zurechtzuschneiden, welches am Sandhof gebraucht wurde. Abends kam er jedes Mal ins Lager zurück.
Die vielen für den Umbau des Sandhofs nötigen Erdarbeiten mussten sie von Hand, mit Schaufeln und Krampen, erledigen. Auf dieselbe Weise mussten sie eine 400 m lange Wasserleitung zum Hof verlegen. Wenn die Wasserleitung im Winter eingefroren war, mussten sie das Wasser in Kübeln vom Lugergraben holen. Das Planieren der Lagerstraße mit einer 600 kg schweren Walze zählte ebenfalls zu den vorgeschriebenen Arbeiten; ein Arbeiter, der dies nicht zur Zufriedenheit Walchers schaffte, wurde aufs Gröbste misshandelt.
Im Weiteren waren die auf dem knapp 44 ha großen Gut anfallenden Arbeiten zu verrichten, die jedoch lediglich im Zusammenhang mit Misshandlungen beschrieben werden, etwa als zwei junge Insassen sich weigerten, wilde Ochsen einzuspannen. Dafür wurden sie mit Schlägen und Essensentzug bestraft. Sonntagsarbeit und Essensentzug wurden manchmal als Kollektivstrafen verhängt. Auch auf umliegenden Bauernhöfen mussten die Insassen des Sandhofs aushelfen; diese Arbeiten werden nicht näher beschrieben, wichtig ist daran vor allem, dass sie von den Bauern verbotenerweise zusätzliche Lebensmittel bekamen, ohne die wahrscheinlich manche verhungert wären. Es gibt auch Hinweise, dass die Männer vom Sandhof für Arbeiten im Straßenbau eingesetzt waren, auch gab es offenbar Verbindungen zum KZ-Nebenlager Steyr-Münichholz.
Lagerführer Alfred Slawik führte zusätzlich eine abendliche Beschäftigung ein: Nach zwölf Stunden Arbeit und ungenügend Essen mussten sie auf den Schoberberg und wieder zurück laufen. Für Alte und Kranke gab es keine Ausnahme. Sowohl die Bauern aus der Umgebung als auch die Professionisten der Baufirma Schrey beschwerten sich über den unmenschlichen Umgang. Flussmann intervenierte bei Ebenberger, welcher die Beschwerde weitergeleitet haben dürfte. Es erschien eine Kommission mit SS-Hauptsturmführer Richard Gutwasser und dessen Sekretär Eichberger, woraufhin die abendliche Tortur eingestellt wurde. Ein später von Lagerführer Walcher angeordnetes abendliches Exerzieren wurde nach Protesten der Bauern aus der Umgebung ebenfalls wieder eingestellt.
Zeitzeugenberichten aus der Bevölkerung ist zu entnehmen, dass der Lagerführer Walcher zumeist in Zivilbekleidung auf die umliegenden Höfe ging, dabei freundlich war und bei Bedarf bereitwillig Männer aus dem Lager zur Verfügung stellte. Sie hätten jedoch keine Fragen über das Lager gestellt, da sie Angst gehabt hätten. Den Juden gaben die Bauern zumeist Lebensmittel für ihre Arbeiten. Ein damaliger Schüler erzählte später, dass er am Weg zur Schule sehen konnte, wie Walcher Juden mit der Peitsche schlug. Ein Mal wurde Walcher beobachtet, wie er bei Erdarbeiten einen Lagerinsassen in den Schlamm stieß und auf ihm herumsprang, ein anderes Mal wurde er dabei gesehen, wie er Männer, die das Gras vor dem Haus zusammenrechen sollten, niederbrüllte und einige Rechen an ihnen in Stücke schlug. Dieser Vorfall wurde im Prozess gegen Walcher ausführlich erörtert, die Insassen bezeichneten den Tag als „schwarzer Freitag“. Neben weiteren Vorfällen ist aus dem Prozess gegen Walcher bekannt, dass er einen alten Mann mit 40 Grad Fieber mit Prügeln zur Arbeit getrieben und blutig geschlagen hat, ehe er ihn zehn Tage bei Wasser und Brot einsperrte. Über Arztbesuche im Lager Sandhof gibt es keine Informationen.

## Schicksale
Im Lager Sandhof ist nur ein Todesfall nachweisbar, bei dem die Todesursache nicht geklärt ist. Eine am Hof beschäftigte, nicht-jüdische Dienstmagd berichtete allerdings davon, dass sie gesehen habe, wie Lagerführer Robert Walcher einen Juden erschlagen und in die Güllegrube geworfen habe.
Ein Insasse konnte sich ins Exil nach Mauritius retten, zwei weitere wurden am 29. Juli 1940 entlassen und konnten sich dem letzten illegalen Transport nach Palästina anschließen. Zeugenaussagen zufolge sollen bis Juli 1940 noch weitere Insassen entlassen worden sein, manche mit dem Vermerk „Polen“.
Die meisten der Männer wurden nach unterschiedlich langen Aufenthalten am Sandhof wieder zurück nach Wien gebracht. Einer von ihnen, er gehörte zu den allerersten Insassen des Sandhofs, verstarb nach seiner Rückkehr nach Wien im 43. Lebensjahr. Drei konnten untertauchen und überlebten in Wien und einer, weil er in einer Mischehe lebte.
Von Wien aus wurden 170 der ehemaligen Sandhofinsassen weiterdeportiert, davon überlebten nur 45, von dreien ist das Schicksal ungewiss. Einige davon, die vor dem Sandhof bereits in einem KZ gewesen sind, wurden dann ein zweites Mal deportiert. Ebenfalls ungewiss ist das Schicksal von weiteren 47 Männern, die nach Wien zurückgebracht wurden.
Als Deportationsorte der ehemaligen Insassen des „Umschulungslagers“ Sandhof wurden folgende Orte nachgewiesen:
- die Ghettos bzw. Durchgangslager in Izbica, Kielce, Minsk, Modliborzyce, Nisko, Riga und Theresienstadt;
- die KZs in Auschwitz, Bergen-Belsen, Buchenwald, Dachau, Groß-Rosen, Kowno (Kauen), Majdanek, Oranienburg;
- die Vernichtungslager in Maly Trostinez und Sobibor.[19][22]

## Zeitzeugen
Rudolf Flussmann war zunächst im Lager Gänserndorf, von wo aus er im Oktober 1939 nach Polen verschickt werden sollte. Er war 39 Jahre alt, als er sich freiwillig zur Arbeit am Gut Sandhof meldete, und verbrachte hier drei Jahre. Er hatte zwar keine landwirtschaftliche Ausbildung, war aber handwerklich geschickt und wurde ab 1940 als „Partieführer“ eingesetzt. Als solcher nahm er die Arbeitseinteilung vom Lagerführer entgegen und instruierte die anderen Insassen. Am 30. September 1942 wurde Flussmann entlassen, um am 2. Oktober von Wien nach Theresienstadt deportiert zu werden. Von dort kam er weiter nach Auschwitz und später nach Oranienburg. Alle Lager überlebend wurde er nach dem Krieg Verwalter des Gutes Sandhof und sagte in den Prozessen gegen die Lagerführer aus. Später beging er, Aussagen von Zeitzeugen zufolge, Selbstmord.
Siegfried Kolisch, damals Leiter des jüdischen Kriegsopferverbandes, befand sich von Mai 1941 bis April 1942 am Sandhof. Er war Zeuge in der Hauptverhandlung gegen Walcher.
Benno Strummer wurde 1922 geboren und verbrachte 1942 bis 1943 die letzten Monate des Bestehens des Lagers am Sandhof. Von ihm stammen die einzigen Informationen über die Zeit nach Flussmanns Entlassung. Er überlebte Theresienstadt und Auschwitz, nach dem Krieg wanderte er nach Kanada aus.

## Lagerführer
Die Lagerführer stammten alle aus Eichmanns Stab und waren an den Deportationen nach Nisko beteiligt. Beschrieben werden sie als ihre Macht genießende Mitglieder einer vermeintlichen Eliteorganisation, die als einst gescheiterte Existenzen nun in ihren schwarzen Uniformen als „Herrenmenschen“ auftraten und es genossen, „jüdische Untermenschen“ nach Belieben anzubrüllen, herumzukommandieren, zu erniedrigen oder zu misshandeln.

### Anton Zita
Von März 1940 bis Jänner 1941 (mit einer Unterbrechung vom 28. Oktober bis 12. November 1940) unterstand das Lager auf Gut Sandhof Anton Zita. Der 1909 in Göllersdorf geborene, gelernte Tischler war langjähriges illegales NSDAP- und SS-Mitglied und bewarb sich im Frühjahr 1938 bei der „Betreuungsstelle Wien“ um „irgend eine öffentliche Anstellung“. Der Zentralstelle zugewiesen, gehörte er im Herbst 1939 der nach Nisko delegierten SS-Mannschaft an, bevor er auf den Sandhof kam. Hier war er als SS-Sturmmann, SS-Rottenführer und weiters als SS-Unterscharführer eingesetzt. In weiterer Folge hatte er die Leitung über die Wiener Sammellager Sperlgasse und Malzgasse; dort wurden Deportationstransporte zusammengestellt. Ab Februar 1943 gehörte er schließlich zu einem Alois Brunner unterstehenden Sonderkommando, das Juden aus Saloniki beraubte und in Vernichtungslager deportierte. Im Sommer 1944 war er in Paris, ebenfalls unter Alois Brunners Kommando, an Deportationen aus Frankreich beteiligt. Dabei wurden Juden, die im Hotel Excelsior gefangengehalten wurden, zu dem Zweck, Adressen ihrer jüdischen Verwandten zu erpressen, von der SS gefoltert.

### Alfred Slawik
Alfred Slawik war von April bis August 1940 am Sandhof. Ob er damit Zita vorübergehend ablöste oder beide gemeinsam anwesend waren, steht nicht fest. Zuvor war er bereits im Lager Doppl gefürchtet. Vor seiner Zeit in Doppl gehörte er zu der nach Nisko delegierten SS-Mannschaft. Vom 28. Oktober bis 12. November 1940 befand er sich erneut am Sandhof.

### Robert Walcher
Der SS-Mann Robert Walcher hatte ab Februar 1941 das Kommando über das Lager und blieb bis zum Einmarsch der Roten Armee am Sandhof. Walcher wurde am 8. Mai 1907 in Tanzenberg in Kärnten geboren, wo er bis 1938 als Fleischhauer tätig war. Wegen Rheuma gab er 1939 sein Geschäft auf und arbeitete am Wiener Schlachthof. Mitte Juli 1939 begann seine Karriere bei der Wiener Zentralstelle zunächst als Torwache, bevor er, wie Zita und Slawik, nach Nisko entsandt wurde. Ab November 1940 wurde er im Lager Doppl zum Lagerführer ausgebildet und kam, nach einem kurzen Aufenthalt in Wien, im Februar oder März 1941 als Aufseher auf den Sandhof. Er war dabei zunächst im Rang eines SS-Unterscharführers, später eines Oberscharführers. Von hier wurde er im Frühjahr 1942 zur Deportation von Juden aus der Slowakei abkommandiert. Walcher bereicherte sich zudem unrechtmäßig am Eigentum von Juden, das er ihnen entweder gewaltsam abgenommen oder aus einem Depot entwendet hat.
Walcher war laut Flussmann der gefürchtetste der Lagerführer. Nach dem Weggang des Wirtschaftsführers Ebenberger übernahm er auch seine Aufgaben. Walchers Frau soll sich gegenüber den Lagerinsassen „recht unanständig“ benommen haben, vor allem, indem sie sich an den Lebensmitteln, die den jüdischen Insassen zustanden, bedient hat. Grieß oder Öl sollen die jüdischen Arbeiter nie bekommen haben. Der Aussage Benno Strummers zufolge habe Walcher viel geschlagen und sich damit gebrüstet, dass er in Polen bereits viele Juden erschossen hat. Während seiner Zeit am Sandhof hat er zweimal nebenbei an der Deportation von Juden aus dem Sammellager in Sered a. d. Waag mitgewirkt und einige Male war er in Wien an der Zusammenstellung der Deportationstransporte beteiligt.
Während Walcher Lagerführer war, gab es keine weiteren, länger am Sandhof stationierten SS-Männer. Alois Brunner inspizierte das Lager während Walchers Zeit mehrmals und zeigte sich sehr zufrieden. Die Zeugenaussage Rudolf Flussmanns verhalf dazu, Walcher am 26. Juni 1945 vor dem Volksgerichtshof zu zehn Jahren schweren Kerkers und Vermögensverfall zu verurteilen.
Franz Spatzer (auch als Spazier bekannt), SS-Angestellter und Wachmann, scheint am 25. Juli 1943 in den Unterlagen auf. Laut Rudolf Flussmann unterzeichnete Ernst Girzick am 16. August 1943 eine Vollmacht, wonach Walcher und Spazier die Post für das Lager beheben durften.

## Motive
Zunächst ging es der SS grundsätzlich darum, die Auswanderung anzukurbeln und zugleich die Kontrolle darüber zu haben. Auch die Separierung jüdischer Mitbürger von der restlichen Bevölkerung war ein Effekt der Lager. Gabriele Anderl legt in ihrer Dokumentation nahe, dass die vorwiegend jungen Insassen vermutlich nicht nur wegen ihrer Arbeitskraft ausgewählt wurden, sondern um sie als potentielle Quellen des Widerstands auszuschalten.
Nachdem der Reichskommissar und die Vermögensverkehrsstelle erste Initiativen zur Errichtung von Arbeitslagern gesetzt hatten, ging es der SS möglicherweise auch darum, mitzuziehen. Ebenso können sie der Glaubhaftmachung der von der SS verbreiteten Umsiedlungslegende gedient haben, wonach Juden im Osten ein schönes neues Leben bevorstünde.
Sehr wahrscheinlich ist, dass Doppl und Sandhof der SS dienten, um Erfahrungen für die Errichtung eines Lagers in Nisko (Nisko-Plan) zu sammeln. Fast alle der in Doppl und am Sandhof eingesetzten SS-Männer waren auch in Nisko. Darüber hinaus werden personelle Zusammenhänge mit dem Madagaskarplan sowie der späteren Errichtung des Ghettos in Theresienstadt gesehen; nicht zuletzt waren die in den Madagaskarplan involvierten Rechtsanwälte, Hugo Weber und Erich Rajakowitsch, die Rechtsexperten des Auswanderungsfonds Wien. Theresienstadt unterstand der Zentralstelle für jüdische Auswanderung in Prag, welche wie die Wiener Zentralstelle dem Eichmannreferat unterstand.
Wenngleich Juden im Altreich ebenfalls zum geschlossenen Zwangsarbeitseinsatz herangezogen wurden, so gab es dort keine mit Doppl und Sandhof vergleichbaren Arbeitslager der SS. Lediglich in Lipa im Protektorat Böhmen und Mähren gab es ab 1940 ein vergleichbares „Umschulungslager“.
Über die wirtschaftliche Rentabilität des Sandhofs liegen keine Aufzeichnungen vor. Robert Walcher behauptete im Zuge seines Verfahrens, dass die landwirtschaftlichen Erträge an den Staat abgeführt worden seien. Jedenfalls wurde das Lager dafür verwendet, den SS-Männern und ihren Familien zusätzliche Lebensmittel zukommen zu lassen, die allerdings vor allem von jenen Produkten abgezweigt wurden, die den jüdischen Insassen aufgrund der Lebensmittelkarten zugestanden wären. Zeuge Rudolf Flussmann berichtete, dass u. a. Lebensmittel für Kameradschaftsabende nach Wien geliefert wurden.

## Nach der Schließung des Umschulungslagers Sandhof
Wien war ab Ende 1942 praktisch „judenfrei“. Zwar wurde das Lager in Doppl bereits mit der Jahreswende 1941/42 verkauft, jedoch behielt der Auswanderungsfonds sich den Sandhof bis 1945 als Erholungsheim für SS-Angehörige. Aus Abrechnungen geht hervor, dass in der Zeit nach dem Abzug der jüdischen Lagerinsassen auch nichtjüdische Zwangsarbeiter eingesetzt waren. Ebenso gibt es Hinweise, dass 1944 und 1945 deutsche Flüchtlinge aus den Ostgebieten einquartiert wurden. Da das Vermögen des Auswanderungsfonds Wien im Jahr 1942 an den Auswanderungsfonds für Böhmen und Mähren überging, gehörte diesem ab da formal auch der Sandhof. Ab 16. November 1945 stand er laut Grundbuch unter öffentlicher Verwaltung, wobei Flussmann als Verwalter eingesetzt wurde. Nach nicht aufgeklärten Unstimmigkeiten in der Vertragsabwicklung, die offenbar zwischen dem Bürgermeister Josef Ecker von Windhag, der Niederösterreichischen Landesregierung und dem für den AWF eingesetzten Abwesenheitskurator, Friedrich Köhler, bestanden, wurde der Sandhof am 27. Februar 1948 an Leopold Rumpl, der ein Verwandter des ursprünglichen Eigentümers war, verpachtet und am 16. September 1955 an dessen Eltern, Ignaz und Theresia Rumpl um 338.000 ATS netto verkauft. Erst damit schied er aus dem Grundeigentum des Auswanderungsfonds aus.

## Entschädigung
Die Lager Doppl und Sandhof wurden erst im Jahr 2003 in eine Liste von KZ-ähnlichen Lagern aufgenommen und die Arbeit als Sklavenarbeit eingestuft, für die den Insassen eine pauschale Entschädigung in Höhe von 7630 Euro im Rahmen des Versöhnungsfondsgesetzes zusteht. Jene Insassen, die weiterdeportiert wurden, erhalten jedoch eine pauschale Zuwendung für die gesamte Lagerzeit von der deutschen Stiftung „Erinnerung, Verantwortung und Zukunft“.